# Dany Chamoun
Pour les articles homonymes, voir Chamoun.
Dany Chamoun (prononcé en arabe libanais : داني شمعون), né le 26 août 1934 à Deir-el-Qamar et mort assassiné le 21 octobre 1990 à Beyrouth, est un homme politique libanais. Fils de l'ancien président Camille Chamoun, il est assassiné, au summum de l'invasion syrienne, à Baabda, région complètement occupée, après la chute du général Michel Aoun. Il était contre la présence des forces syriennes et des forces israéliennes au Liban.

## Biographie
Dany Chamoun est né à Deir-el-Qamar dans une grande famille maronite. En 1975, il devient secrétaire de la Défense du parti de son père, le Parti national-libéral (Al-Ahrar) et il fonde la milice des Tigres (noumour al-Ahrar en arabe). La milice joue un grand rôle durant la guerre civile du Liban jusqu'en 1980 ; elle est alors absorbée de force par la milice des Forces libanaises après une opération militaire éclair ; en moins d’une journée, l'opération fait 70 morts et une centaine de blessés. Dany Chamoun quitte alors la politique pour peu de temps.

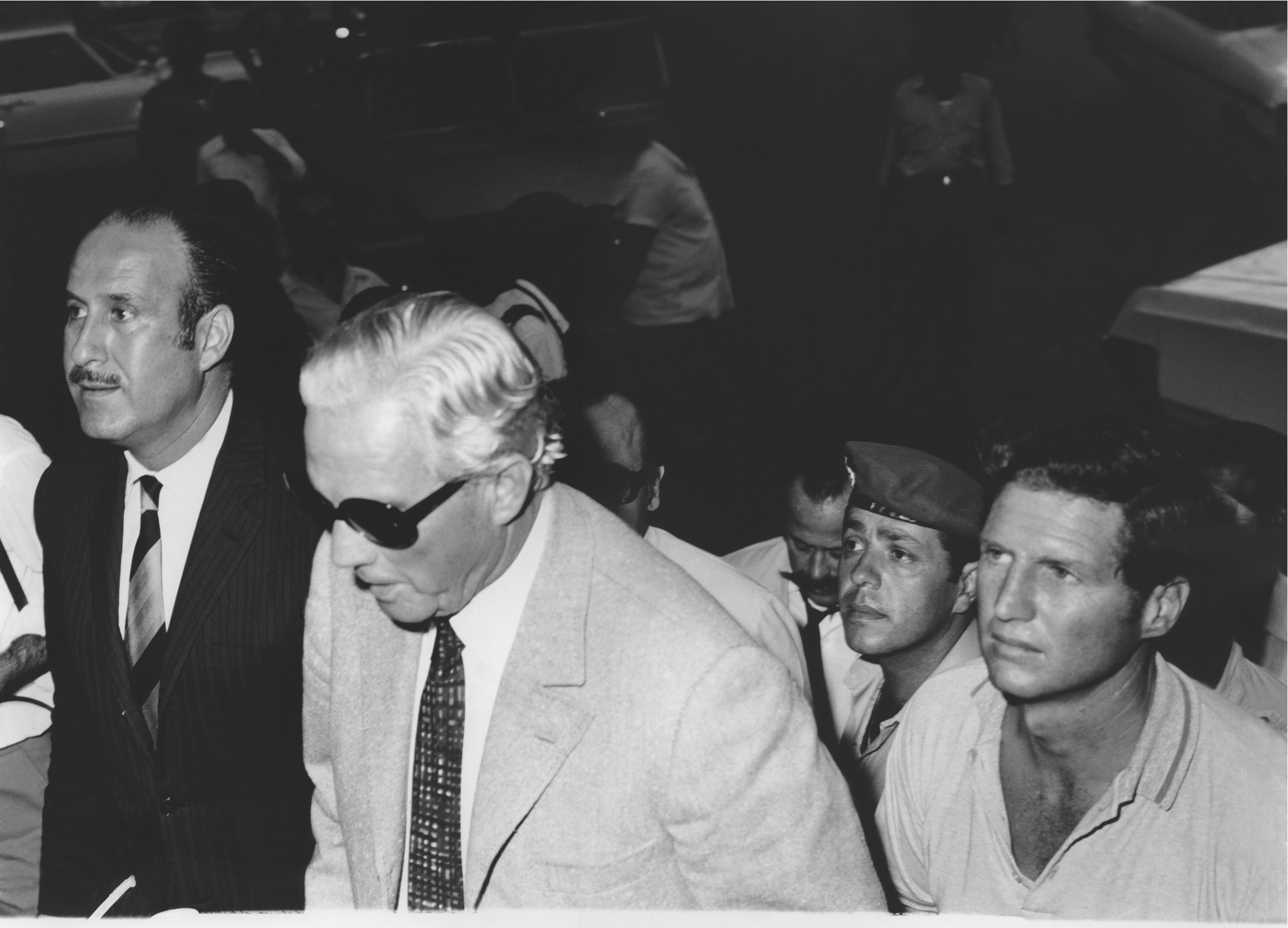
De gauche à droite : Michel Sassine, Camille Chamoun et son fils Dany.

Comme son père, Dany Chamoun soutient la cause chrétienne au Liban. Il est le secrétaire général du Parti national-libéral de 1983 à 1985. Puis il remplace son père, mort le 21 août 1987. à la tête du parti. En 1988, il devient le président du Front libanais, une coalition de partis chrétiens. La même année, il est candidat à l'élection présidentielle pour succéder à Amine Gemayel.
En 1990, Dany Chamoun, s'oppose à l’accord de Taëf qui, selon lui, permet à la Syrie de contrôler totalement le Liban. Il refuse de reconnaître le nouveau gouvernement du président Elias Hraoui.
Pendant la guerre qui oppose l'Armée libanaise sous le commandement du général Michel Aoun à la milice des Forces libanaises en 1990, Dany Chamoun soutient le général Aoun. En conflit avec Samir Geagea, chef de la milice des Forces libanaises, il se retire du Front libanais et forme avec d'anciens membres le nouveau Front libanais qui appuie le général Aoun.
Le 21 octobre 1990, Chamoun, sa seconde épouse Ingrid Abdelnour et leurs deux fils Tarek Chamoun (7 ans) et Julian (5 ans) sont assassinés, une semaine après la chute de général Michel Aoun et l'invasion de l'armée syrienne des régions chrétiennes. En 1994, l'État arrête son ancien rival Samir Geagea qui est accusé de cet assassinat et passera onze ans en prison sous différentes accusations. Dory Chamoun, qui a pris la place de son frère Dany à la tête du parti, déclare publiquement en 2005 qu'il croit que les preuves contre Geagea, son nouvel allié au sein de l’alliance du 14 Mars, ne sont pas suffisantes.
Dany Chamoun a deux filles qui ont survécu à l'assassinat, sa fille aînée, la femme politique et diplomate Tracy Chamoun, issue de son premier mariage avec le mannequin australien Patricia Joan Morgan (1928-2001), et sa fille benjamine Tamara, âgée de 11 mois au moment de la mort de ses parents.